# 鲁文·里夫林
鲁文·“鲁维”·里夫林（希伯來語：ראובן (רוּבִי) ריבלין，發音：[ʁeʔuˈven ʁivˈlin] ⓘ；1939年9月9日—），以色列律师，政治人物，曾加入利库德集团。2014年7月起，担任以色列总统。
鲁文·里夫林支持少數人權利，特別是阿拉伯裔以色列人的公民權利，他反對兩國方案，支持一國方案。

## 生平

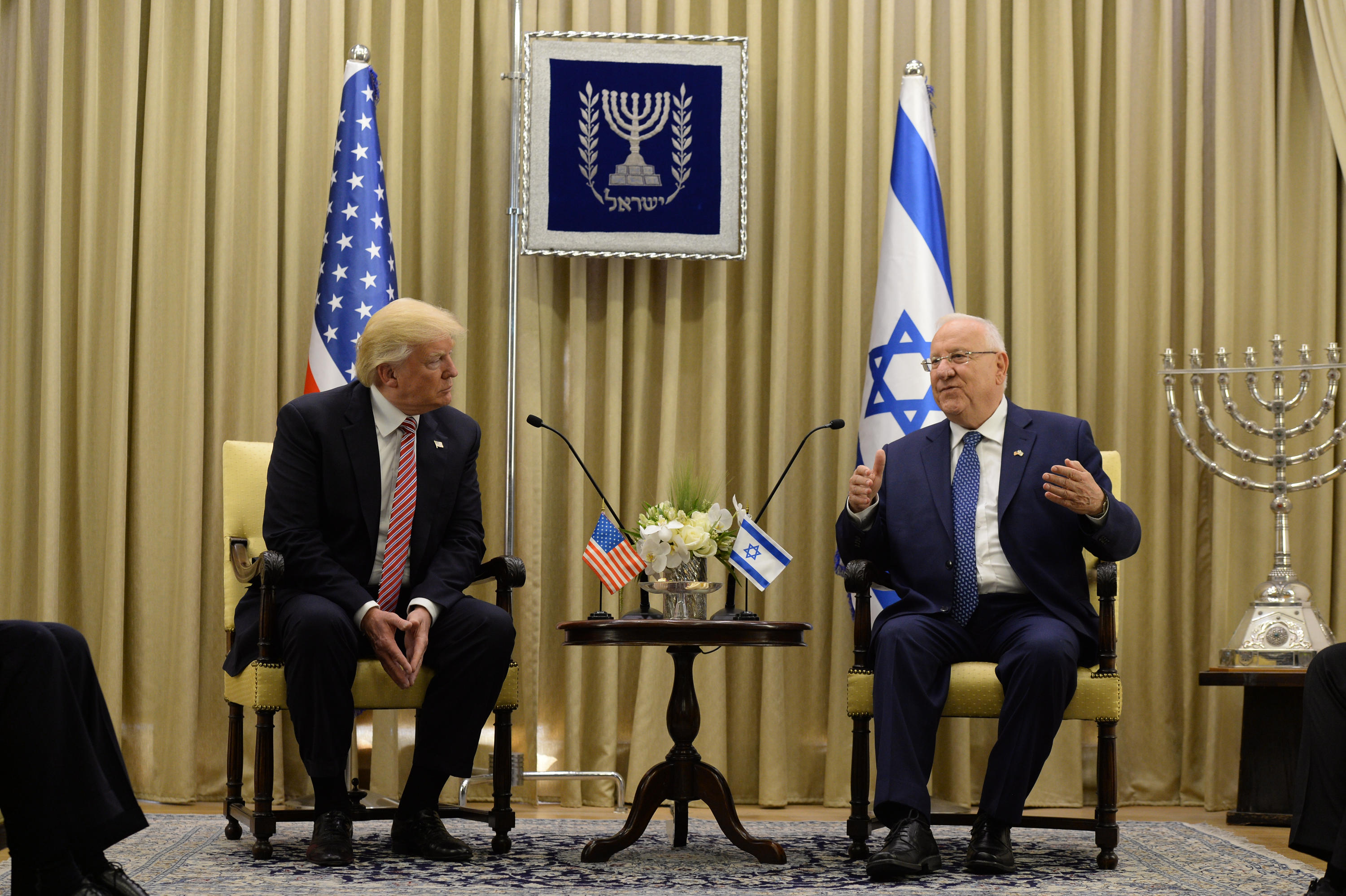
2017年5月22日里夫林在以色列总统府与美国总统唐纳德·特朗普会面

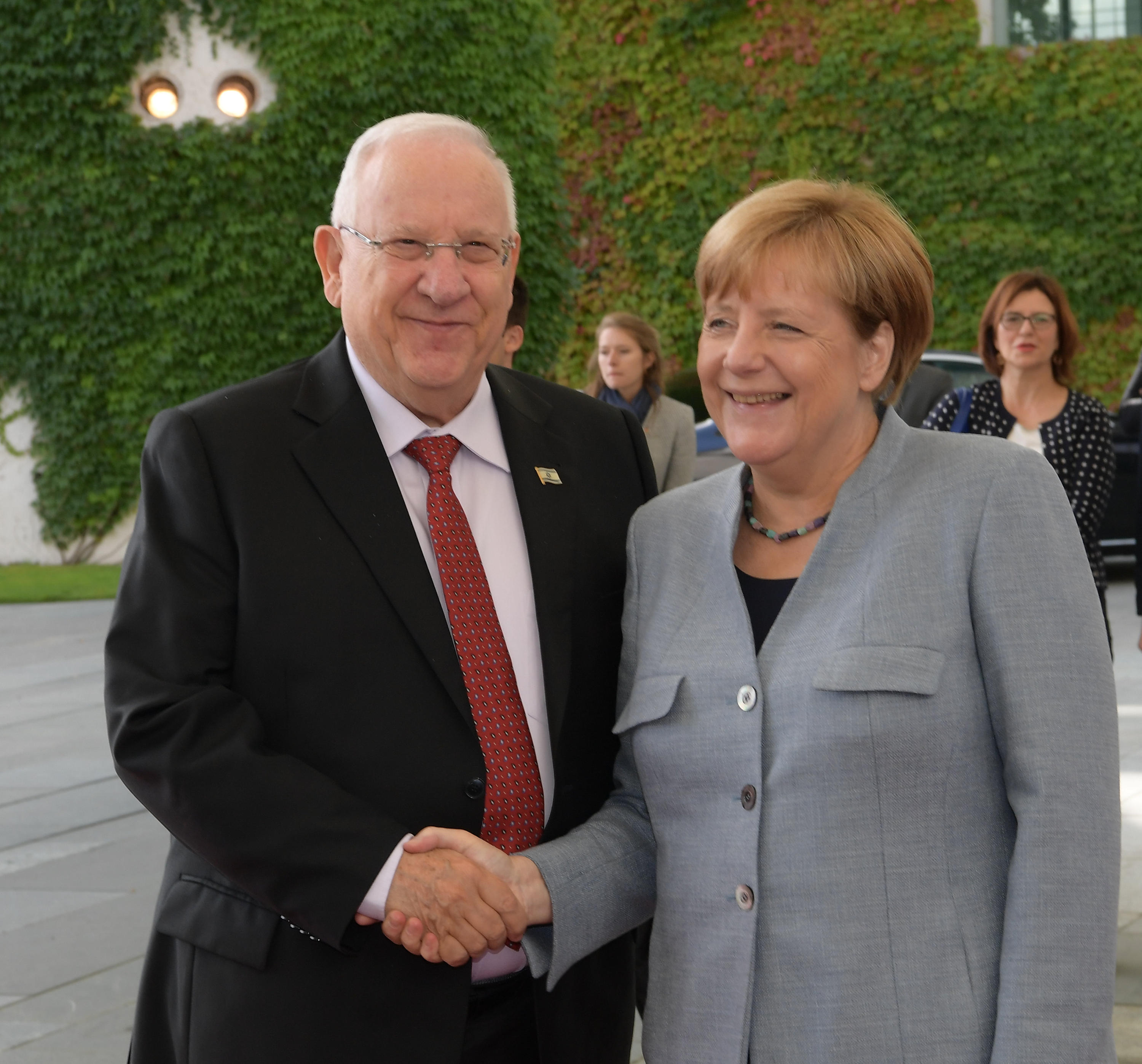
2017年9月7日里夫林访问德国，与德国总理安格拉·默克尔会面

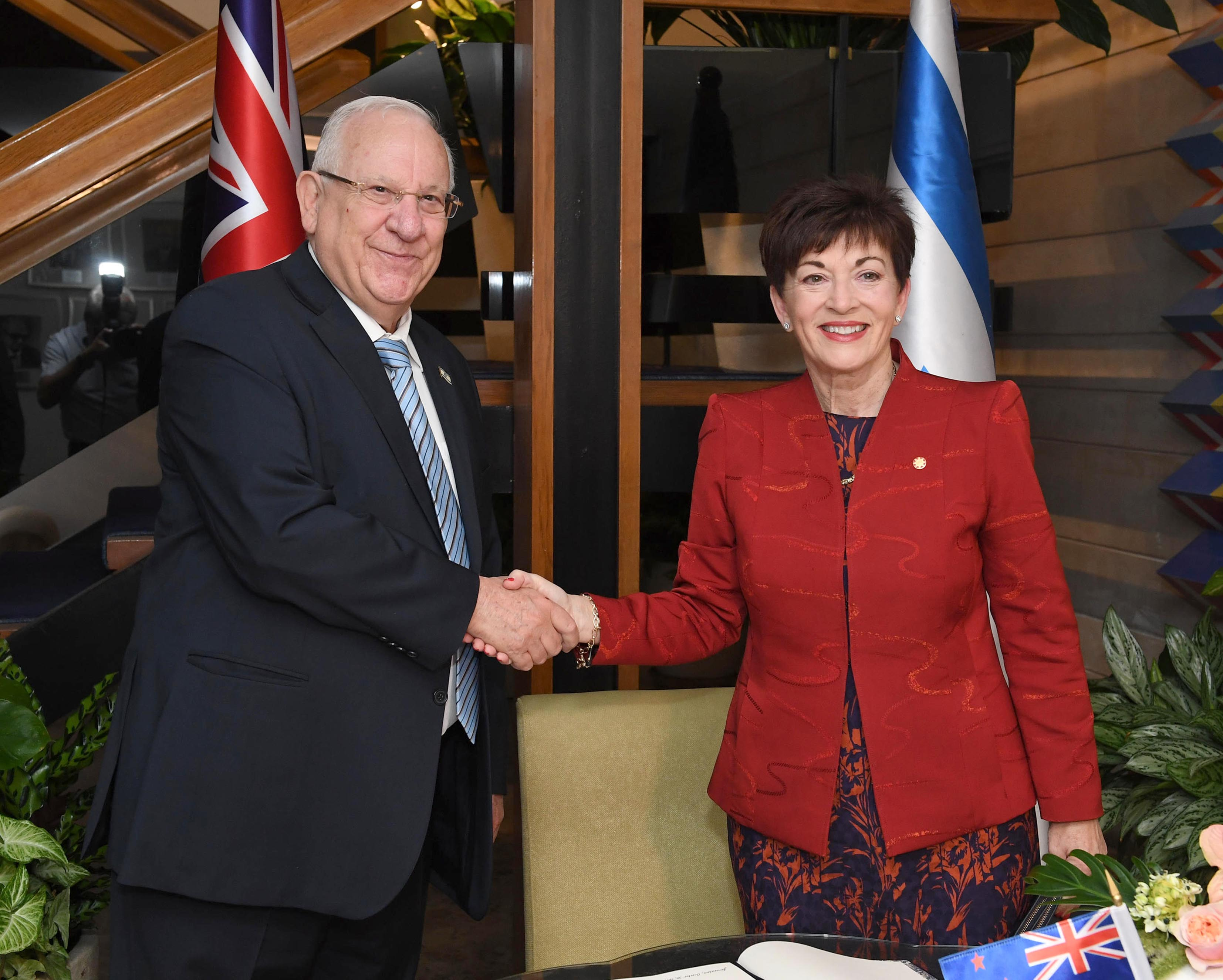
2017年10月30日里夫林在耶路撒冷与新西兰总督帕齐·雷迪会面

鲁文·里夫林生于耶路撒冷，毕业于耶路撒冷希伯来大学。1988年，当选以色列议会议员。2003－2006年以及2009－2013年，两次担任以色列议会议长。
2014年6月10日，里夫林击败梅厄·谢特里特，当选以色列总统。
里夫林是以色列政壇中對外鷹派，他曾支持一國方案、反對巴勒斯坦建國，並支持在約旦河西岸擴大猶太人定居點；他也致力於提高阿拉伯裔以色列人的權益。他認為，很多阿拉伯裔以色列人支持一國方案，如果以色列將阿拉伯城鎮移交治理能力遠遜於以色列的巴勒斯坦，對他們來說是大災難。在另一方面，若以色列賦予更多巴勒斯坦人以色列公民權，阿拉伯裔以色列人的數量會增加，有利於減少以色列對他們的歧視；若所有巴勒斯坦人都有以色列公民權，以色列的穆斯林數量會超過猶太人。而一國方案將會給以色列很大的挑戰，包括被「滅國」而更仇視以色列的巴勒斯坦人，無法用隔離牆等傷害巴勒斯坦人的手段來減少恐怖攻擊，必須更合理的將更多資源分配給巴勒斯坦人等。